# Burg Schnellingen
Die Burg Schnellingen ist eine abgegangene Höhenburg auf 220 m ü. NN im Gewann „Schlossberg“, Am Schlossberg 16, beim Ortsteil Schnellingen der Stadt Haslach im Kinzigtal im Ortenaukreis in Baden-Württemberg.
Die Burg wurde vermutlich um 1300 von den Rittern von Schnellingen erbaut und 1324 erwähnt. Weitere Besitzer waren die Herren von Blumeck (1472), die Herren von Rosenberg (1528) und ab 1551 die Herren von Fürstenberg. Im Jahr 1558 war die Burg abgegangen. Von der ehemaligen Burganlage ist nichts mehr erhalten.